# Dolsk (Kamin-Kaschyrskyj)
Dolsk (ukrainisch Дольськ; russisch Дольск, polnisch Dolsk) ist ein Dorf  im Nordosten der ukrainischen Oblast Wolyn mit etwa 800 Einwohnern (2006).

## Geographie
Das Dorf liegt an der Regionalstraße P–14 im Norden des Rajon Ljubeschiw nahe der Grenze zum belarussischen Rajon Iwanawa. Nordwestlich von Dolsk, unmittelbar an der Grenze, liegt der See Skoren (Скорень ⊙).
Die belarussische Stadt Iwanawa liegt 31 km nördlich, das ehemalige Rajonzentrum Ljubeschiw 19 km südlich und das Oblastzentrum Luzk etwa 150 km südlich des Dorfes.
Am 12. Juni 2020 wurde das Dorf ein Teil der Siedlungsgemeinde Ljubeschiw; bis dahin bildete das Dorf zusammen mit den Dörfern Hretschyschtscha (Гречища) und Schlapan (Шлапань) die gleichnamige Landratsgemeinde Dolsk (Дольська сільська рада/Dolska silska rada) im Nordosten des Rajons Ljubeschiw.
Am 17. Juli 2020 wurde der Ort Teil des Rajons Kamin-Kaschyrskyj.

## Geschichte
Das Dorf wurde 1650 zum ersten Mal schriftlich erwähnt und lag zunächst in der Woiwodschaft Wolhynien der Polnischen Adelsrepublik. Nach der Dritten Polnischen Teilung 1795 gehörte das Dorf zum Russischen Kaiserreich, wo es im Gouvernement Minsk lag. 1921 fiel es an Polen und kam zur Woiwodschaft Polesien im Powiat Kamień Koszyrski, Gmina Lubieszów. Infolge des Hitler-Stalin-Pakts besetzte die Sowjetunion im September 1939 das Gebiet. Nach dem deutschen Überfall auf die Sowjetunion 1941 war die Ortschaft bis 1944 unter deutscher Herrschaft. Nach dem Zweiten Weltkrieg wurde Dolsk wieder von der Sowjetunion annektiert, wo es in der Ukrainischen SSR lag. Seit dem Zerfall der Sowjetunion 1991 ist es ein Teil der unabhängigen Ukraine.

## Verkehr

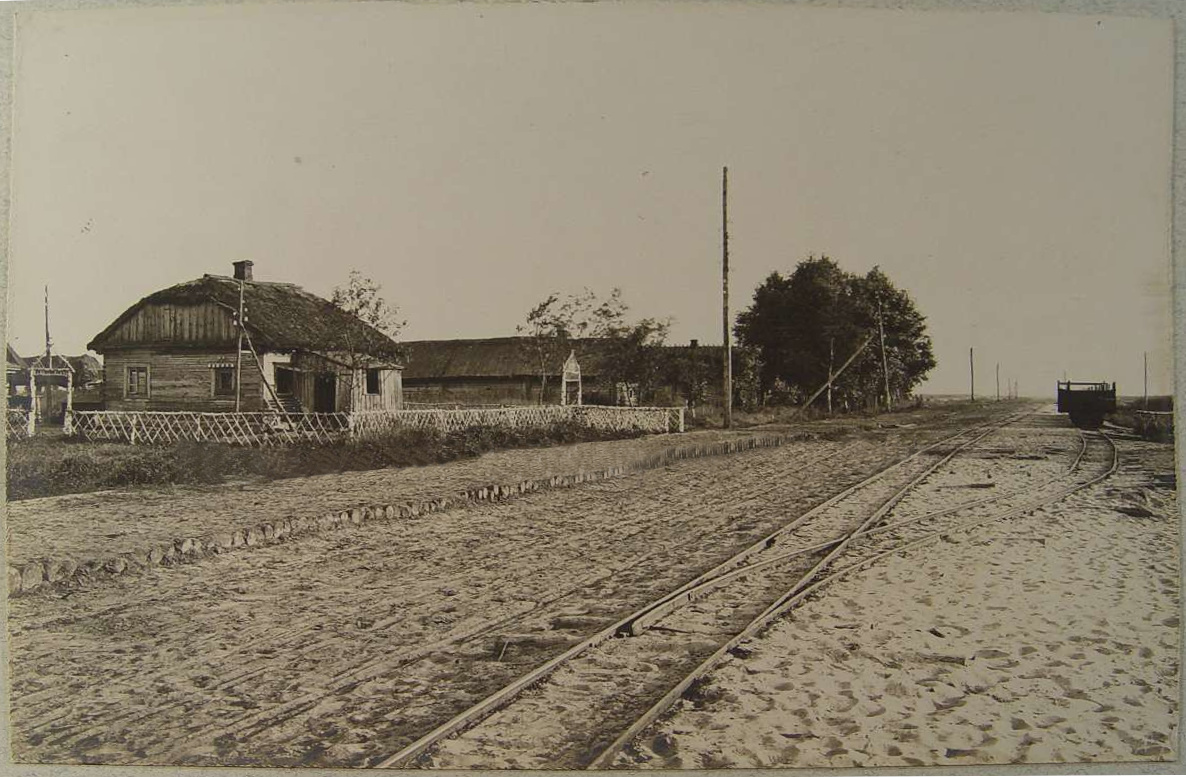
Station Dolsk an der Feldbahn-Strecke Iwanowo–Lubias

Während des Ersten Weltkriegs gab es ab 1916 von der Station an Feldbahn Iwacewice–Iwanowo–Kamien-Koczirsk eine Anbindung an das Schmalspurnetz nach Janów/Polesien. Diese bestand bis zum Zweiten Weltkrieg.